# Aschbach-Markt
Aschbach-Markt osztrák mezőváros Alsó-Ausztria Amstetteni járásában. 2023 januárjában 3810 lakosa volt. 

## Elhelyezkedése

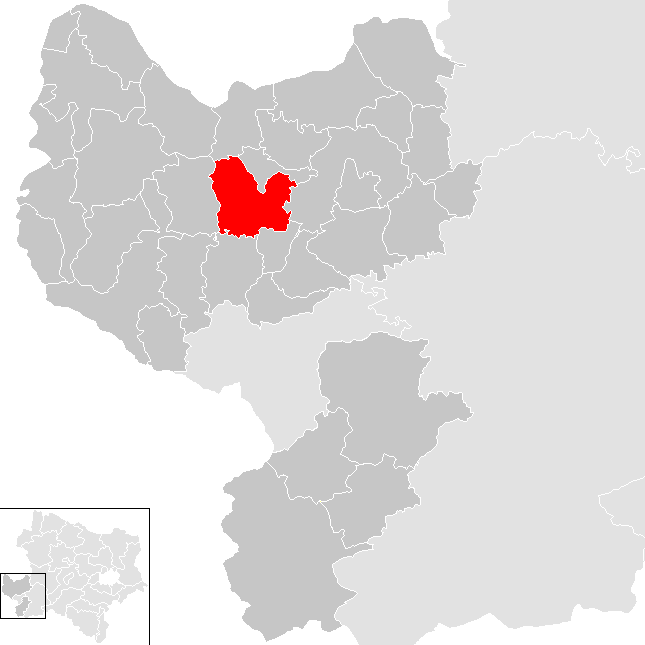
Aschbach-Markt az Amstetteni járásban

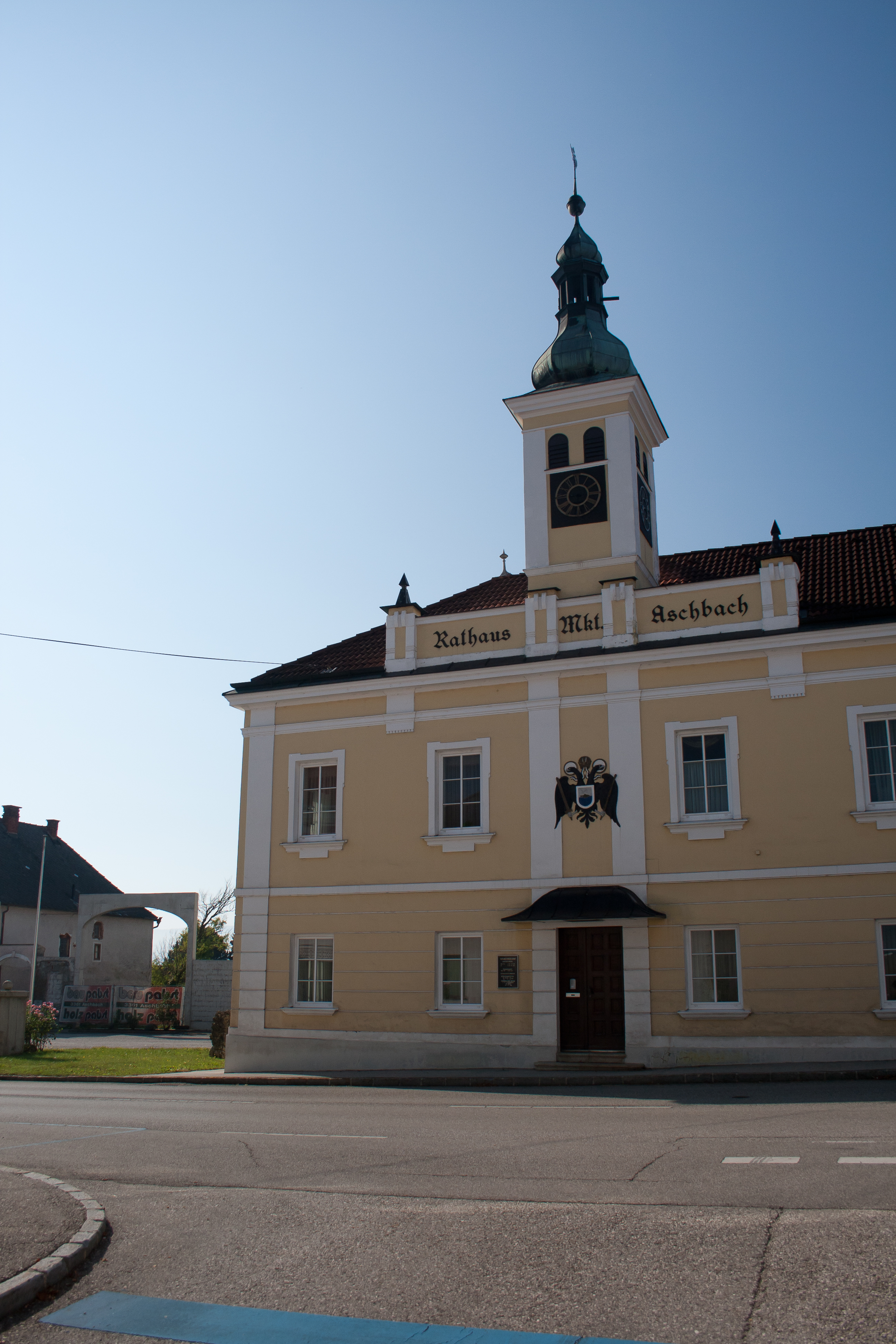
A városháza

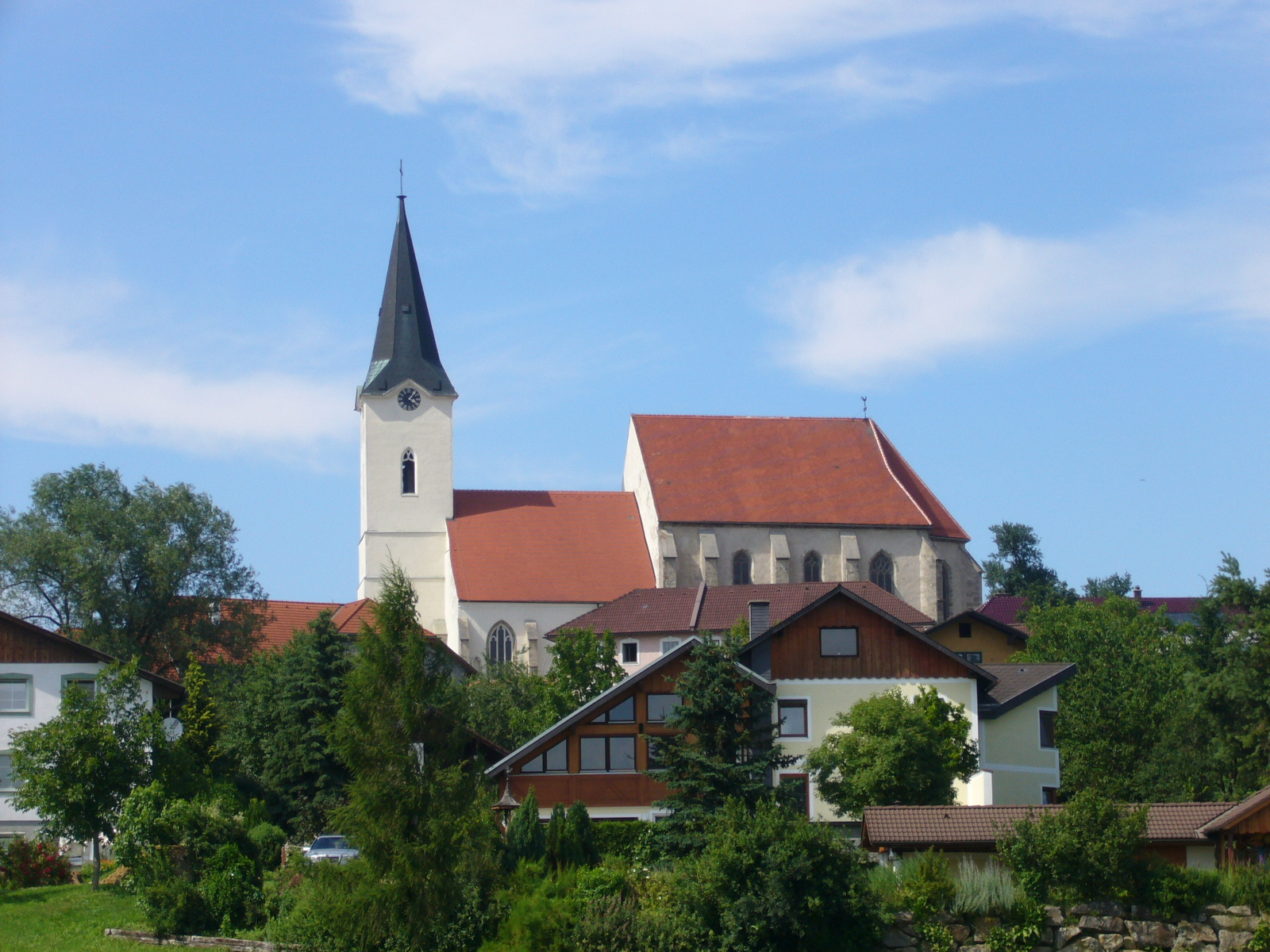
A krenstetteni Szűz Mária-templom

Aschbach-Markt a tartomány Mostviertel régiójában fekszik a Duna völgyében. Legfontosabb folyóvizei az Url és mellékfolyói, a Zierbach és a Kumpfmühlbach. Területének 10,3%-a erdő, 77,7% áll mezőgazdasági művelés alatt. Az önkormányzat 6 települést egyesít: Abetzberg (253 lakos 2023-ban), Aschbach-Dorf (435), Aschbach-Markt (1748), Krenstetten (447),
Mitterhausleiten (634) és Oberaschbach (293). 
A környező önkormányzatok: északra Wallsee-Sindelburg, északkeletre Oed-Oehling, keletre Amstetten, délkeletre Kematen an der Ybbs, délnyugatra Biberbach, nyugatra Wolfsbach.

## Története
Aschbach területe a régészeti leletek tanúsága szerint már a római időkben is lakott volt. Neve írásban először egy 823-ra keltezett adománylevélben szerepel, amely azonban valószínűleg későbbi hamisítvány. Temploma azonban valószínűleg igen korai alapítású. A seitenstetteni bencés kolostor 1116-os alapításakor Ulrich passaui püspök áthelyezte az egyházközséget az apátság irányítása alá. Aschbach az Ybbs völgyéből érkező vas és só kereskedelme miatt virágzott és 1236-ban VI. Lipót hercegtől mezővárosi jogokat kapott. Később a Babenbergek elzálogosították a települést a freisingeni püspöknek, aki azonban inkább saját térségbeli városának, Waidhofennek kedvezett. 
Bécs és Kőszeg 1529-es, illetve 1532-es ostromakor a törökök kifosztották a mezővárost. 1557-ben I. Ferdinánd császár Aschbachnak és 18 másik eisenwurzeni településnek kereskedelmi privilégiumokat adományozott a stájer vasércre és az azokból készült termékekre. 1741-ben az osztrák örökösödési háborúban Khevenhüller marsall Aschbachban rendezte be a főhadiszállását. II. József idejében az addig Felső-Ausztriához tartozó várost áthelyezték Alsó-Ausztriához. A napóleoni háborúk alatt, 1800-ban, 1805-ben és 1809-ben megszállták a franciák. A mezővárost 1857-ben, az Erzsébet császárnő-vonal építésével bekötötték a vasúti hálózatba. 
A második világháború után Aschbach szovjet megszállás alá került. A Vörös Hadsereg itt rendezte be az egész régiót ellátó konyháját, ahol 50 pék dolgozott három műszakban és naponta 20 marhát dolgoztak fel. 

## Lakosság
Az aschbach-markti önkormányzat területén 2023 januárjában 3810 fő élt. A lakosságszám 1961 óta gyarapodó tendenciát mutat. 2020-ban az ittlakók 92,3%-a volt osztrák állampolgár; a külföldiek közül 1% a régi (2004 előtti), 3,3% az új EU-tagállamokból érkezett. 2,3% az egykori Jugoszlávia (Szlovénia és Horvátország nélkül) vagy Törökország, 1,1% pedig egyéb ország polgára volt. 2001-ben a lakosok 91,4%-a római katolikusnak, 1,3% evangélikusnak, 0,4% ortodoxnak, 3,3% mohamedánnak, 2,1% pedig felekezeten kívülinek vallotta magát. Ugyanekkor 10 magyar élt a mezővárosban; a legnagyobb nemzetiségi csoportokat a németeken kívül (93,2%) a horvátok (2,5%), a törökök (1,4%) és a bosnyákok (1,2%) alkották.
A népesség változása:

| 2016 | 3 757 |
| 2018 | 3 811 |

## Látnivalók
- a Szt. Márton-plébániatemplom
- a krenstetteni Szűz Mária-kegytemplom

## Fordítás
- Ez a szócikk részben vagy egészben  az   Aschbach-Markt című német Wikipédia-szócikk ezen változatának fordításán alapul.  Az eredeti cikk szerkesztőit annak laptörténete sorolja fel. Ez a jelzés csupán a megfogalmazás eredetét és a szerzői jogokat jelzi, nem szolgál a cikkben szereplő információk forrásmegjelöléseként.